# Zdeněk Benáček
Zdeněk Benáček ist ein ehemaliger tschechoslowakischer Radrennfahrer und nationaler Meister im Radsport.

## Sportliche Laufbahn
Benáček gewann 1977 die nationale Meisterschaft im Einzelzeitfahren. In internationalen Rundfahrten holte er bei seinen Starts für die tschechoslowakische Nationalmannschaft Etappensiege in der Tour de Bohemia 1976, in der Lidice-Rundfahrt 1977 und in der Vuelta al Táchira 1979.
In der Lidice-Rundfahrt wurde er 1977 Zweiter hinter Jiri Korous und 1976 Dritter. 1980 fuhr er das Milk Race. 1979 wurde er Dritter der Tour du Vaucluse.